# Laurent Boudouani
Laurent Boudouani, född den 29 december 1965 i Sallanches, Frankrike, är en fransk boxare som tog OS-silver i welterviktsboxning 1988 i Seoul. Han förlorade finalen mot kenyanen Robert Wangila.